# Костенко Павло Іванович
Павло́ Іва́нович Косте́нко (нар. 10 лютого 1966, м. Ашхабад, Туркменістан) — український політик. Колишній народний депутат України. Кандидат економічних наук та Заслужений працівник сільського господарства України. Віце-президент Федерації тенісу України. Член ВО «Батьківщина».

## Біографія
Закінчив Київський державний педагогічний університет ім. М. Драгоманова.
З 1993 року працював на керівних посадах в цукровому бізнесі. З 1999 року — генеральний директор ТОВ «Українська продовольча компанія» (провідний виробник цукру в Україні). З 2004 по 2006 роки — голова ради директорів, з 2006 року — почесний президент.
Колишній депутат Черкаської обласної ради. Був головою Комітету з питань АПК, землевикористання та соціального розвитку села.
Голова Київського міського відділення Національного олімпійського комітету України.

## Парламентська діяльність
Народний депутат України 5-го скликання з 25 травня 2006 до 12 червня 2007 від «Блоку Юлії Тимошенко», № 72 в списку. На час виборів: голова наглядової ради Благодійного фонду «Щира турбота» (м. Київ), безпартійний. Член фракції «Блок Юлії Тимошенко» (з травня 2006). Член Комітету з питань бюджету (з липня 2006). 12 червня 2007 достроково припинив свої повноваження під час масового складення мандатів депутатами-опозиціонерами з метою проведення позачергових виборів до Верховної Ради України.
Народний депутат України 6-го скликання з 23 листопада 2007 до 12 грудня 2012 від «Блоку Юлії Тимошенко», № 72 в списку. На час виборів: тимчасово не працював, член партії ВО «Батьківщина». Член фракції «Блок Юлії Тимошенко» (з листопада 2007). Голова Комітету з питань сім'ї, молодіжної політики, спорту та туризму (з грудня 2007).

## Інциденти
- У лютому 2007 року потрапив до скандалу навколо ймовірного побиття інспектора ДАІ.

За словами постраждалого інспектора, автомобіль БМВ-Х5 Костенка рухався зі швидкістю понад 140 км/год, водій проігнорував 2 вимоги інспекторів зупинитись. Гальмувати автомобіль довелося, заблокувавши дорогу перед в'їздом у Черкаси на дамбі Кременчуцького водосховища. За словами пана Корєшкова, після зупинки інспектор ДАІ підійшов до водія, відрекомендувався і попросив показати документи на автомобіль, але у відповідь почув брутальну лайку і був відкинутий дверцятами машини на зустрічну смугу. Лаючись та розмахуючи руками, Павло Костенко вийшов з машини і намагався вдарити працівника ДАІ. Потім депутата кулаками стали захищати його охоронці.
Однак сам винуватець подій Павло Костенко свою подорож до Черкас змальовує інакше. За його словами, зупинитись його вимагали лише один раз, а інспектор сам підставився під удар.
- У 2008 році приватний спортивний комплекс « Селена», (спів)власником якого був на той час Павло Костенко, отримав із держбюджету фінансування у рамках підготовки баз Олімпійського резерву України.

## Нагороди
- Орден «За заслуги» III ступеня (5 липня 2012)[4]
- Орден «За заслуги» II ступеня (13 вересня 2019)[5]